# Friedrich Blum
Friedrich Eduard August Blum (* 22. Februar 1868 in Durlach; † 9. September 1936 in Baden-Baden) war ein deutscher Lehrer und badischer Landtagsabgeordneter.

## Leben
Nach dem Besuch der Volksschule in Durlach und dem Gymnasium in Karlsruhe, studierte Friedrich Blum von 1886 bis 1891 die Fächer Philologie und Geschichte in Heidelberg, Berlin und Straßburg. Während des Studiums wurde er Mitglied der Philologisch-Historischen Verbindung Cimbria Heidelberg im Naumburger Kartellverband. 1891 schloss er das Studium mit dem Staatsexamen in Karlsruhe und einer Promotion in Freiburg ab. Blum diente von 1891 bis 1892 als einjähriger Freiwilliger beim Infanterie-Regiment Markgraf Ludwig Wilhelm Nr. 111 in Rastatt und war 1896 Secondeleutnant der Reserve. Von 1896 bis 1900 war er Lehrer an der Höheren Bürgerschule in Kehl, dessen Vorstand er von 1900 bis 1902 war. Anschließend war Blum von 1902 bis 1918 Direktor des Realgymnasiums mit Realschule in Mannheim. Nebenbei engagierte er sich nicht nur seit 1906 als Oberleutnant und Hauptmann der Landwehr I, sondern war auch politisch aktiv. Als Abgeordneter der Zweiten Kammer der Badischen Ständeversammlung vertrat er von 1913 bis 1918 die Nationalliberale Partei. Ab Kriegsausbruch war Blum engagiertes Mitglied in der Armee, von der er 1920 im Rang eines Majors verabschiedet wurde. Vor seiner Pensionierung 1932 war er für mehr als 10 Jahre Direktor des Gymnasiums in Baden-Baden.